# Televisão Central da Coreia

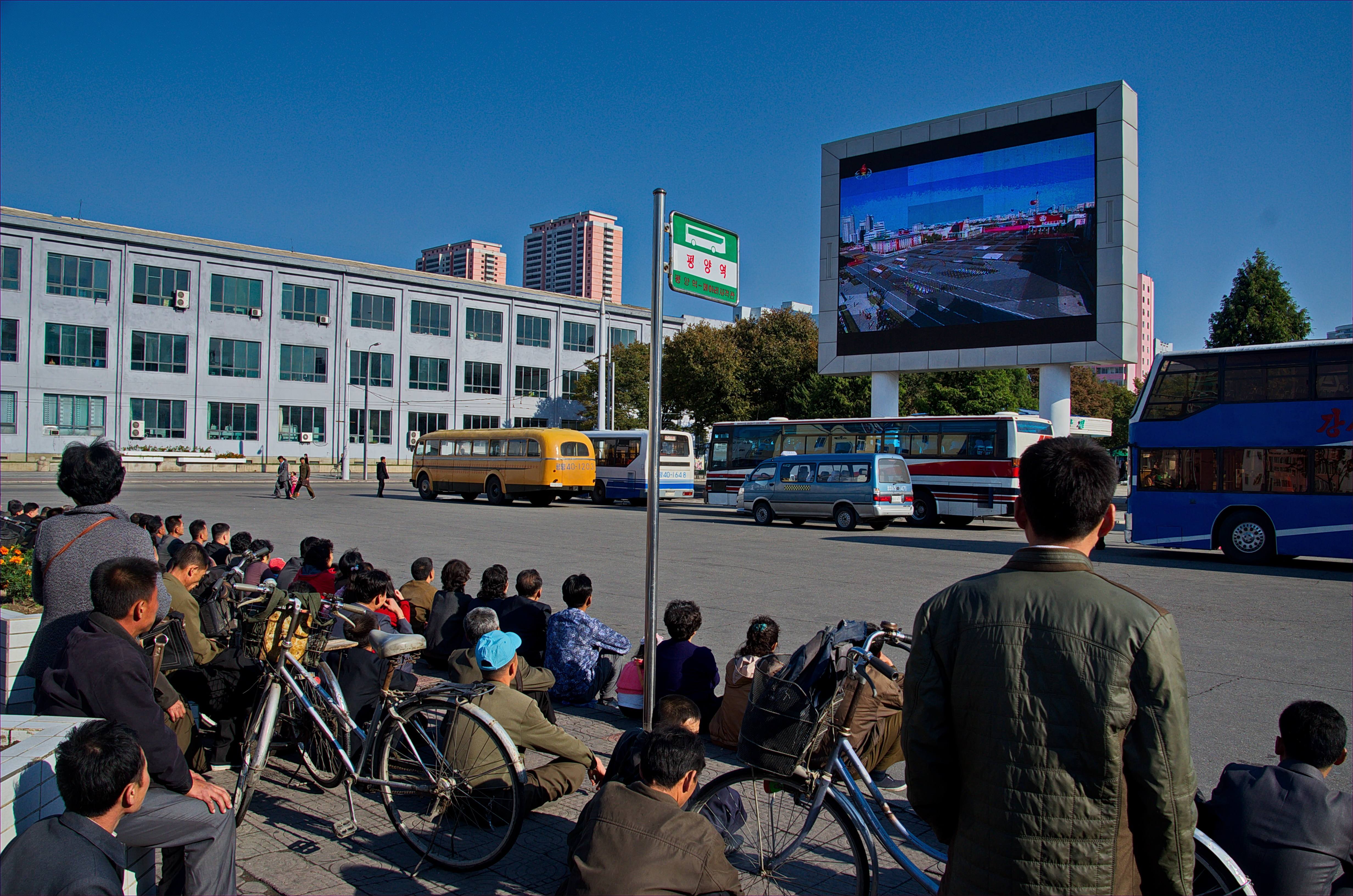
Civis em Pyongyang assistem a uma exibição da KCTV.

Televisão Central da Coreia (também Televisão Central Coreana ou Korean Central Television (KCTV); hangul: 조선중앙텔레비죤; hanja: 朝鮮中央텔레비죤; rr: Joseon Jungang Tellebijyon; MR: Chosŏn Chungang T'ellebijyon) é um serviço de televisão da Coreia do Norte. Para os norte-coreanos, o canal é a única fonte oficial de notícias.[carece de fontes?]

## História
A KCTV foi fundada em 1 de setembro de 1953, como Rede de Radiofusão de Pyongyang , após o término da Guerra da Coreia. Kim Il-sung , imaginou que ainda era cedo para a radiodifusão televisiva na Coreia do Norte. Ao todo, foram oito anos de preparação do governo para iniciar as transmissões do canal.
Em 1961, a RRP (Rede de Radiofusão de Pyongyang foi renomeada para Sistema Central de Radiodifusão e Televisão, e em 1 de setembro do mesmo ano foi realizado seu primeiro teste de transmissão.
O Sistema Central de Radiodifusão e Televisão iniciou oficialmente suas operações em 3 de Março de 1963, às 19:00 (no horário local) realizando uma transmissão de apenas de duas horas, entre 19:00 e 21:00, e em seguida expandiu-se para 4 e depois de 6 horas.
A transmitiu ao vivo todo o V Congresso do Partido dos Trabalhadores da Coreia, realizado em 1 de outubro de 1970.
O Sistema Central de Radiodifusão e Televisão foi rebatizado para o nome que carrega até hoje em 3 de janeiro de 1973.
As transmissões só aconteciam em dias úteis, sendo fechada nos finais de semana e nos feriados nacionais.
KCTV começou oficialmente as transmissões em cores em 1 de julho de 1974, e a primeira transmissão ao vivo de cor de transmissão televisiva, em preparação para os Jogos Asiáticos.
A transmissão integral a cores foi iniciada em 1 de setembro de 1977.
A primeira transmissão de televisão por satélite foi em 19 de julho de 1980, durante os Jogos Olímpicos de Verão.
O canal iniciou suas transmissões em feriados no Dia do Trabalho de 1981. Em feriados nacionais, o tempo de transmissão de cada estação é a mesma.
O canal foi a emissora anfitriã oficial do  13º Festival Mundial da Juventude e dos Estudantes.
Em 19 de janeiro de 2015, a KCTV iniciou as transmissões pelo sistema dealta definição via satélite digital, como parte de seu processo de modernização da rede.

## Programação e horários
Atualmente, a KCTV realiza transmissões de apenas oito horas por dia, entre 14:30 e 22:40. Aos sábados, domingos e feriados a transmissão passa a ser de catorze horas, entre 08:30 e 22:40. Em acontecimentos de emergência, a transmissão é iniciada independente do horário sem qualquer locutor, ou pelo canal de rádio da Voz da Coreia. A rádio fica aberta até que o evento seja normalizado. A programação do canal tem com foco na história e as realizações do governo comunista. Tópicos de notícias, saúde e educação também são transmitidas. Filmes, programas infantis, shows musicais e peças de teatro produzidas localmente, também são mostradas na rede.

## Serviço de notícias
Os âncoras dos jornais têm o mesmo corte de cabelo. Os noticiários começam normalmente com um espaço em branco, vermelho ou azul, seguido por um lenta mudança de imagem para o âncora. O estúdio em o fundo de Pyongyang com o rio Taedong. Em setembro de 2012 um novo estúdio foi criado, incluindo um painel de LCD no fundo, onde imagens são mostradas. Este avanço tecnológico permite reportagens ao vivo, embora que o painel ainda não foi usado para essa finalidade
O programa de notícias é famoso no mundo pelo seu estilo melodramático. Os âncoras possuem expressões fortes que varia em cada situação, por exemplo, um tom orgulhoso e firme quando aborda líderes nacionais, porém, há também tons lamentáveis quando há anúncio de mortes de pessoas importantes para a nação.
A jornalista mais conhecida no canal é a Rin Chun-hee, famosa pelo seu estilo melodramático.
Desde 2012 o programa usa a Torre Juche e um globo giratório como abertura, com a introdução da canção "Poder da Coreia" como música de fundo. Durante a tarde e noite é usado uma versão mais lenta. Em 2014 a edição da noite recebeu um novo logotipo e gráficos. A introdução começa com o mapa do mundo, ampliando para a Coreia do Norte e, em seguida, uma tabela com um resumo geral da programação, aparecendo cenas de trabalhadores, esportes e outros temas do jornal. A introdução termina com a Terra, envolvida em uma bandeira do país e os caracteres coreanos (보도), que significa "relatório".

## Transmissão
A estação começou a sua primeira cor transmissões em 1 de julho de 1974, seguindo o sistema PAL com 576i linhas de resolução.
Em 1980,  o país iniciou o sistema de transmissões via satélite.
A partir de março de 2012, os âncoras dos jornais começaram a apresentar as notícias em frente a um painel de LED (explicado anteriormente) que transmite imagens relacionadas com a notícia que está sendo citada — um estilo quase universalmente utilizado.

## Disponibilidade

### Fora da Coreia do Norte
KCTV foi transmitida gratuitamente pela Thaicom 5 em 1 agosto de 2010, com o equipamento adequado pôde ser assistida no Sudeste Asiático, na Australásia, no Oriente Médio, na África e na Europa e pela Intelsat 21 na América e Europa.